# Jean Minondo
Jean Minondo est un ingénieur du son français né en 1953 à Mont-de-Marsan (Landes).

## Biographie
En 1978, il obtient son diplôme de l'Institut des hautes études cinématographiques,.
Depuis 2015, il exerce au sein d'American Zoetrope.

## Filmographie (sélection)
- 1988 : 36 Fillette de Catherine Breillat
- 1989 : L'Aventure extraordinaire d'un papa peu ordinaire de Philippe Clair
- 1990 : Le Sixième Doigtd'Henri Duparc
- 1992 : Albert souffre de Bruno Nuytten
- 1992 : Céline de Jean-Claude Brisseau
- 1992 : Patrick Dewaere de Marc Esposito
- 1994 : Aux petits bonheurs de Michel Deville
- 1994 : Rosine de Christine Carrière
- 1994 : Rue Princessed'Henri Duparc
- 1995 : À propos de Nice, la suite de Catherine Breillat, Costa-Gavras et al.
- 1996 : Parfait Amour ! de Catherine Breillat
- 1997 : La Divine Poursuite de Michel Deville
- 1998 : Lautrec de Roger Planchon
- 1999 : Le Créateur d'Albert Dupontel
- 2000 : L'Affaire Marcorelle de Serge Le Péron
- 2000 : André le Magnifique d'Emmanuel Silvestre et Thibault Staib
- 2000 : La Maladie de Sachs de Michel Deville
- 2000 : Passionnément de Bruno Nuytten
- 2001 : À ma sœur ! de Catherine Breillat
- 2001 : J'ai faim !!! de Florence Quentin
- 2002 : Monique : toujours contente de Valérie Guignabodet
- 2002 : Sex Is Comedy de Catherine Breillat
- 2002 : Un monde presque paisible de Michel Deville
- 2003 : La Beuze de François Desagnat et Thomas Sorriaux
- 2004 : Mariages ! de Valérie Guignabodet
- 2005 : Angel-A de Luc Besson
- 2005 : Brice de Nice de James Huth
- 2005 : Olé ! de Florence Quentin
- 2005 : Palais royal ! de Valérie Lemercier
- 2006 : Enfermés dehors d'Albert Dupontel
- 2006 : Gradiva d'Alain Robbe-Grillet
- 2006 : Madame Irma de Didier Bourdon et Yves Fajnberg
- 2007 : Après lui de Gaël Morel
- 2007 : Danse avec lui de Valérie Guignabodet
- 2007 : Hellphone de James Huth
- 2008 : L'Ennemi public nº 1 de Jean-François Richet
- 2008 : L'Instinct de mort de Jean-François Richet
- 2009 : Bambou de Didier Bourdon
- 2009 : Divorces de Valérie Guignabodet
- 2009 : Quelque chose à te dire de Cécile Telerman
- 2009 : Le Vilain d'Albert Dupontel
- 2011 : Café de Flore de Jean-Marc Vallée
- 2011 : La Clé des champs de Claude Nuridsany et Marie Pérennou
- 2011 : Les Trois Frères : Le Retour de Bernard Campan, Didier Bourdon et Pascal Légitimus
- 2012 : Le Guetteurde Michele Placido
- 2013 : 100% cachemire de Valérie Lemercier
- 2013 : 9 mois ferme d'Albert Dupontel
- 2014 : The Search de Michel Hazanavicius
- 2014 : Les Yeux jaunes des crocodiles de Cécile Telerman
- 2015 : Un moment d'égarement de Jean-François Richet
- 2016 : Les Premiers, les Derniers de Bouli Lanners
- 2020 : Atarrabi et Mikelats d'Eugène Green
- 2020 : Le Temps des paysans de Stan Neumann

## Distinctions

### Récompense
- César 2009 : César du meilleur son pour L'Instinct de mort et L'Ennemi public nº 1

### Nomination
- Césars 2021 : Meilleur son pour Adieu les cons